# 衰變加速因子
衰變加速因子（Decay-accelerating factor, DAF），亦稱為CD55，在人體內是一種由CD55基因編碼的膜蛋白，分子量為70kD。CD55可以通過間接抑制膜攻擊複合物（MAC）的形成，使細胞不被補體系統攻擊。

## 分子結構
CD55分子量為70kD，屬於膜蛋白，通過糖基磷脂酰肌醇（GPI）基團固定在膜上。
CD55含有四个補體調控蛋白重复（complement control protein repeat, CCP重复）。其中，CCP1与CCP2之间有一个N-糖基化位点，CCP2、CCP3、CCP4以及CCP2、CCP3之間的三個連續的賴氨酸殘基形成的正电荷口袋區參與抑制補體系統的替代途徑。而CCP2和CCP3則可单独參與抑制經典途徑。

## 作用機理
CD55的作用是通過間接阻止膜攻擊複合物（MAC）的形成，防止細胞被補體系統攻擊。其作用是識別補體系統產生的C3b、C4b。在補體系統的經典途徑和凝集素途徑中，CD55與C4b發生相互作用後，能抑制C2轉化為C2b，進而抑制C4b2a形成C3轉化酶。而在替代途徑中，與C3b發生相互作用後CD55可以干擾D因子將B因子轉化為Bb。上述兩種機制都可以阻止膜攻擊複合物的最終形成，達到抑制補體系統的作用。

## 臨床應用
因为CD55是一种通过GPI锚定于膜上的蛋白，故能影響GPI基團的基因突變會引起紅細胞膜上的CD55分子和CD59分子數量減少，會引起補體系統攻擊紅細胞，導致紅細胞破裂。這可能會引發陣發性夜間血紅素尿症。
克沙奇病毒和腸道病毒即是以CD55作為受體。